# Harrison Schmitt
Pour les articles homonymes, voir Schmitt.
Harrison Hagan Schmitt, né le 3 juillet 1935 à Santa Rita au Nouveau-Mexique, est un géologue, astronaute et sénateur américain.
Il fut le douzième et dernier homme et le seul scientifique à poser le pied sur la Lune, lors de la mission Apollo 17 en décembre 1972.

## Biographie

### Carrière à la NASA

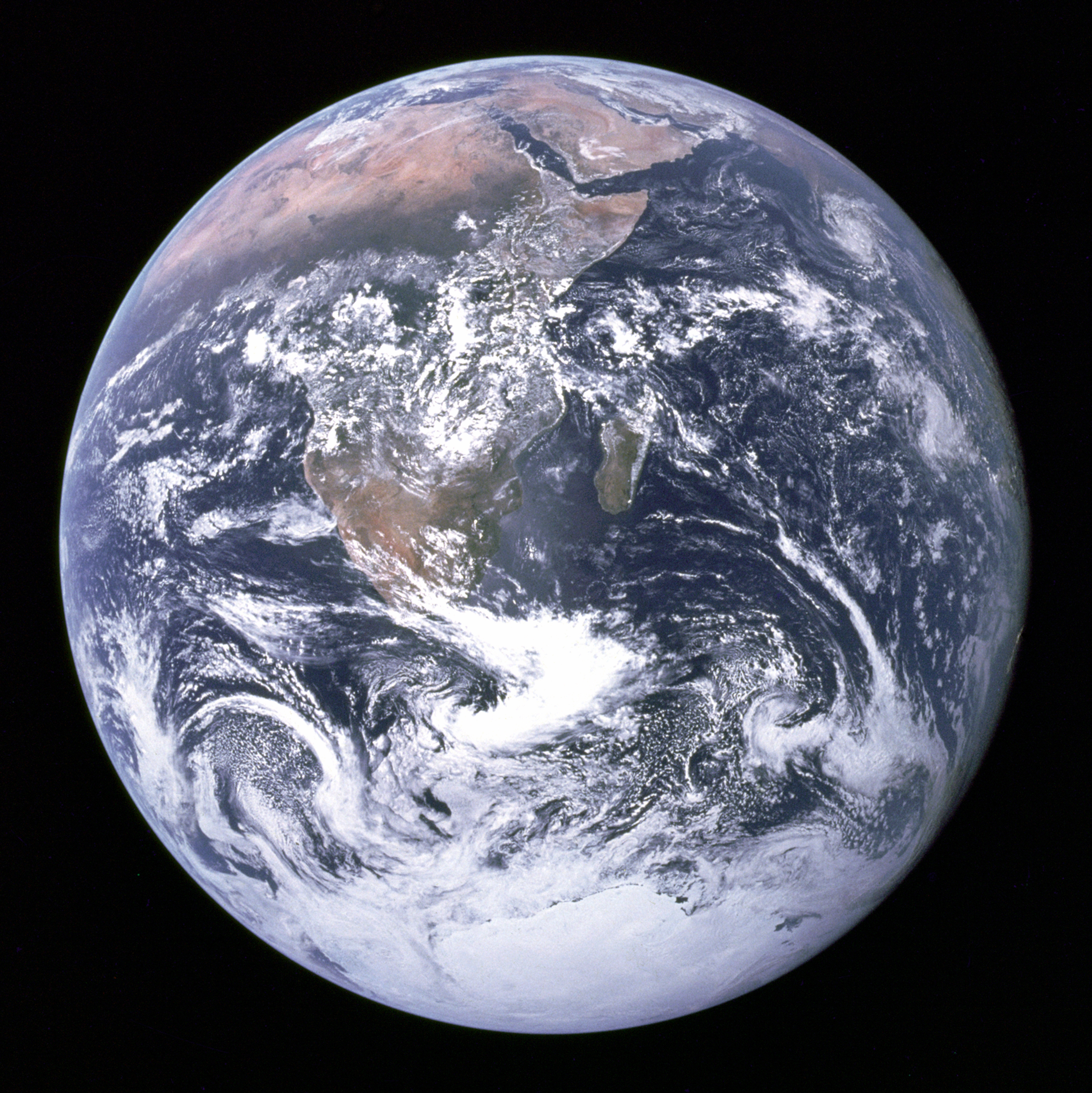
Célèbre photographie de la Terre La Bille bleue vue d'Apollo 17, probablement prise par Harrison Schmitt.

Harrison Schmitt a grandi près de Silver City. Diplômé du California Institute of Technology en 1957, il étudie un an la géologie à l'université d'Oslo en Norvège. Il obtient un doctorat de géologie à l'université Harvard en 1964. Avant de rejoindre la NASA, il travaille au U.S. Geological Survey's Astrogeology Center à Flagstaff (Arizona), développant des techniques de géologie qui allaient être utilisées sur les missions Apollo.
Pour le recrutement des astronautes, la NASA n'avait sélectionné depuis le début de l'ère spatiale que d'anciens pilotes militaires. Sous la pression de la communauté scientifique, la NASA commence à former, à compter de 1965, des scientifiques pour les missions lunaires du programme Apollo. Le premier d'entre eux est Harrison Schmitt. Celui-ci, après sa sélection, se forme au pilotage des avions à réaction durant un an. Il joue par ailleurs un rôle-clé dans la formation de ses camarades astronautes au domaine de la géologie et participe à la mise au point des méthodes d'investigation et de navigation sur le sol lunaire. Schmitt s'associe également aux activités d'analyse des roches ramenées de la Lune par les missions Apollo,.

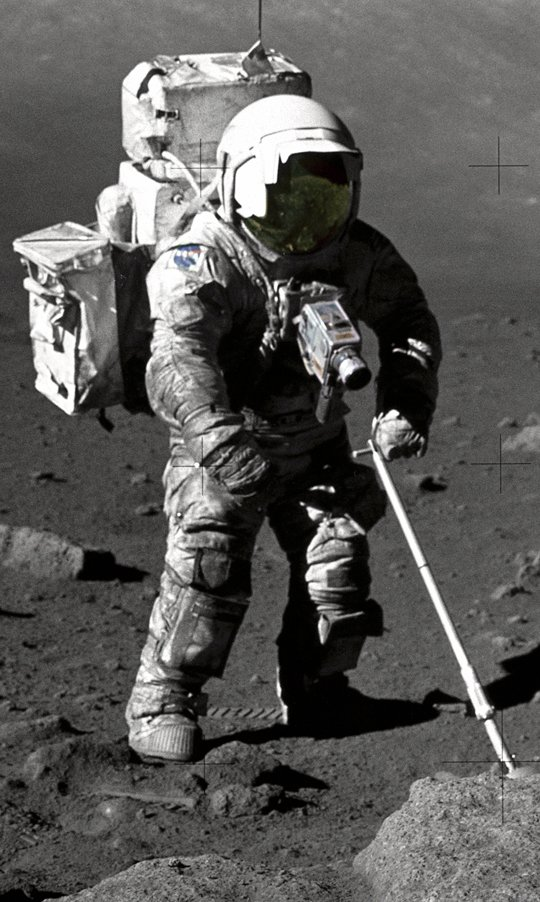
Harrison Schmitt lors de la mission Apollo 17

Lors de la mission Apollo 15, il est l'un des membres de l'équipage de réserve. L'équipage de la mission Apollo 17 devait comprendre initialement Eugene Cernan, Ronald Evans, et Joe Engle. Il s'agissait de l'équipage de rechange de la mission Apollo 14 qui devait, selon la tradition, devenir l'équipage principal trois missions plus tard. Mais l'annulation des missions postérieures à Apollo 17 pour des raisons budgétaires bouleverse cette règle. Pour la communauté scientifique, il n'est cependant pas admissible qu'autant d'argent ait été dépensé pour explorer la Lune sans qu'un seul spécialiste du domaine participe à une mission, un pilote formé à la géologie ne pouvant en aucun cas se substituer à un géologue professionnel. La NASA décide donc de remplacer Joe Engle par Harrison Schmitt qui a par ailleurs démontré au cours des entraînements qu'il peut parfaitement exercer les fonctions de copilote du module lunaire.

### Mission Apollo 17
Pour un article plus général, voir Apollo 17.

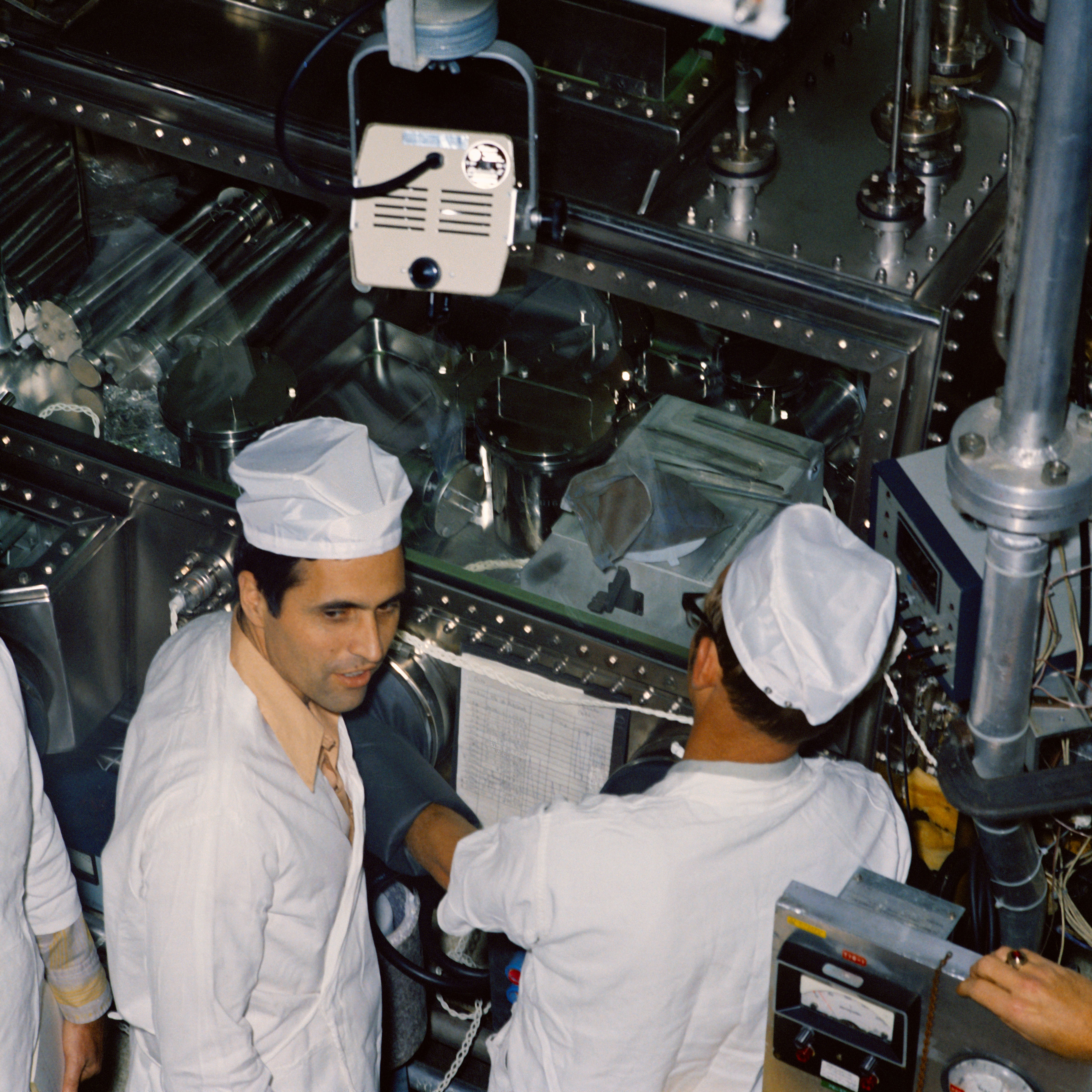
Harrison Schmitt au Lunar Receiving Laboratory après le retour d'Apollo 17.

En 1970, Harrison Schmitt est le premier scientifique à être affecté à une mission spatiale américaine et sera le seul à voler dans le cadre du programme Apollo. Pour la mission Apollo 17, il est copilote du module lunaire,. L'objectif de la mission est d'explorer la vallée Taurus-Littrow (en bordure de la mer de la Sérénité). Ce site fait partie d'une région de hauts plateaux qui constituent un objectif scientifique majeur car cette formation géologique, fréquente sur la Lune, n'a pu être étudiée par les missions précédentes. La vallée semble par ailleurs avoir conservé des traces d'activité volcanique récente. L'étude sur place de ces formations, ainsi que les échantillons de roches et de sol ramenés sur Terre, doivent fournir des informations structurantes sur la géologie de la Lune.
La fusée Saturn V emportant le vaisseau Apollo 17 décolle du Centre spatial Kennedy le 7 décembre 1972. Le module lunaire se pose le 11 décembre sur la Lune. Cernan et Schmitt enchaînent au cours de leur séjour trois sorties extravéhiculaires sur le sol lunaire d'une durée totale de 22 heures 4 minutes, au cours desquelles ils collectent 110 kilogrammes de roches lunaires et parcourent à bord de leur véhicule 36 kilomètres, établissant un nouveau record dans tous ces domaines. Le module lunaire redécolle de la surface de la Lune le 14 décembre et le vaisseau Apollo, après un voyage de retour sans incident, amerrit dans l'océan Pacifique le 19 décembre. Apollo 17 est un succès sur le plan scientifique et démontre la fiabilité remarquable des équipements. Mais le programme Apollo, victime d'arbitrages budgétaires et d'un certain désintérêt des politiques pour les enjeux scientifiques, se conclut avec cette mission qui reste à ce jour la dernière à avoir emmené des hommes sur la Lune. Schmitt a démontré qu'il n'était pas nécessaire d'être un pilote d'avion professionnel pour devenir un bon astronaute.

### Carrière politique
Harrison Schmitt démissionna de la NASA en août 1975 pour se présenter aux élections sénatoriales du Nouveau-Mexique (États-Unis) sous l'étiquette républicaine, battant en 1976 le sortant Joseph Montoya avec 57 % des voix. Avec la récession du début des années 1980, il fut battu six ans plus tard, en 1982, par Jeff Bingaman, qui fit campagne avec le slogan : « Qu'a-t-il fait pour vous sur Terre ? ».

## Récompense
- Leif Erikson Awards, 2015

## Vidéos
- Vidéos de la mission Apollo 17
- Schmitt et Cernan poussent la chansonnette, puis font une démonstration de marche à la manière des kangourous durant une des sorties extravéhiculaires sur le sol lunaire (mission Apollo 17).
- Cernan et Schmitt tentent de forer le sol lunaire pour y enfoncer la sonde de l'instrument HFE (Apollo 17).
- Décollage du module lunaire Apollo 17 filmé depuis le sol lunaire par la caméra du rover. Le module monte verticalement puis (vers la fin de la vidéo) prend une trajectoire presque parallèle au sol.